# Stolniceni-Prăjescu
Stolniceni-Prăjescu è un comune della Romania di 5 547 abitanti, ubicato nel distretto di Iași, nella regione storica della Moldavia.
Il comune è formato dall'unione di 3 villaggi: Brătești, Cozmești, Stolniceni-Prăjescu.